# 차기 잠수함구조함
차기 잠수함구조함은 한국 해군이 건조하고 취역 준비중인 잠수함구조함이다. 청해진함을 대체할 것이다.
함명은 강화도함으로 결정되었다.

## 역사
2017년 12월 15일, 탐색개발이 완료되었다. 대우조선해양에서 방위사업청과 차기 잠수함구조함 탐색개발 인도서명식을 개최했다.
2018년 12월 7일, 대우조선해양은 대한민국 해군의 신형 잠수함 구조함(ASR-II) 상세설계 및 함건조 계약을 체결했다. 계약 금액은 4435억 원이다. 대우조선해양은 2022년 말까지 건조를 완료하고 해군에 인도한다는 계획이다. 신형 잠수함 구조함은 잠수사가 최대 300m까지 잠수를 수행할 수 있는 최신 잠수체계와 최대 500m에서 조난 잠수함의 승조원을 직접 구조할 수 있는 신형 심해잠수구조정(DSRV)을 탑재했다.
2021년 10월 7일, 차기 잠수함구조함이 진수되었고 함명은 강화도함으로 확정되었다.
청해진함이 한국 최초로 건조한 국산 잠수함구조함이므로, 이번 차기 잠수함구조함은 역사상 2번째가 된다.
심해잠수구조정(DSRV)은 현재 청해진함에서 영국 JFD사의 수심 500 m DSRV를 사용중인데, 이보다 개선된 영국 JFD사의 수심 500 m DSRV를 주문했다.

## 특징
5,200톤급 차기 잠수함구조함은 심해구조잠수정을 함정 중앙 수직통로를 통해 내리는 선진기술인 이른바 센터 웰(center well) 방식을 적용하여, 파고 4m의 악천후에도 심해 500m 깊이까지 내려가 승조원을 구조할 수 있다. 청해진함은 함미에 설치된 A자 형태의 구조물을 이용하는 A-프레임 방식으로, 2m 이상의 파도가 일 경우에는 구조할 수 없다.
차기 잠수함구조함은 구조 작업 외에도 심해 탐색과 인양 지원, 잠수함 유류 공급 임무도 수행할 수 있다.